# Apodacra pseudoxygona
Apodacra pseudoxygona är en tvåvingeart som beskrevs av Boris Borisovitsch Rohdendorf 1925. Apodacra pseudoxygona ingår i släktet Apodacra och familjen köttflugor.
Artens utbredningsområde är Iran. Inga underarter finns listade i Catalogue of Life.